# Piotr Szafranek
Piotr Szafranek (* 27. Juli 1973) ist ein polnischer Tischtennisspieler, der in den 1980er und 1990er Jahren international aktiv war. Er nahm in vier Weltmeisterschaften und drei Europameisterschaften teil.

## Werdegang
Piotr Szafranek erzielte erste internationale Erfolge bei Jugend-Europameisterschaften. Im Mixed mit Anna Januszyk wurde er 1990 Jugend-Europameister.
Bei den nationalen polnischen Meisterschaften der Erwachsenen holte er vier Titel, nämlich 1996 und 1997 im Doppel (mit Piotr Skierski und Tomasz Krzeszewski) sowie 1991 und 1994 im Mixed mit Anna Januszyk. Von 1989 bis 1996 nahm er an vier Weltmeisterschaften und drei Europameisterschaften teil. Dabei kam er jedoch nie in die Nähe von Medaillenrängen.
Piotr Szafranek wechselte 1995 vom polnischen Verein AZS-AWF Danzig nach Deutschland zu Borussia Brand in die 2. Bundesliga. Mit dessen Herrenmannschaft schaffte er den Aufstieg. Allerdings wechselte er 1996 zu TTC Grünweiß Bad Hamm und ein Jahr später zum TTG Hoengen, mit dem er auf Anhieb in die 1. Bundesliga aufstieg. In Hoengen blieb er auch nach dem Zusammenschluss 2002 zu einer Spielgemeinschaft mit dem TTC Jülich.
2005 wurde Piotr Szafranek in den Niederlanden bei den Vereinen Re / Max Hendrix und De Treffers '70 aktiv. 2013/14 spielte er wieder in seinem Heimatland Polen mit Olimpia-Unia Grudziądz in der europäischen Superliga.